# Jordy Smith
Jordan Michael "Jordy" Smith, född 11 februari 1988, är en sydafrikansk professionell vågsurfare, som deltar i surftävlingen World championship tour (WCT). 2007 vann Smith omgången inom andra gruppen till World Qualifying Series, som kvalificerade honom till World championship tour (WCT).
Jordy Smith har vunnit Billabong J-Bay-tävlingarna i Sydafrika som ingår i WCT Dream Tour 2010 och 2011. Därmed rankades han som surfaren nummer ett i världen. Han är känd för manövern "rodeo flip" och helrotationen "alley-oops". Han sponsras av varumärket O'Neill sedan 2007.
Smith växte upp i Durban och startade surfa när han var sex år gammal. Han besökte Durban-gymnasiet Glenwood High School (Sydafrika).